# Toots Mondello

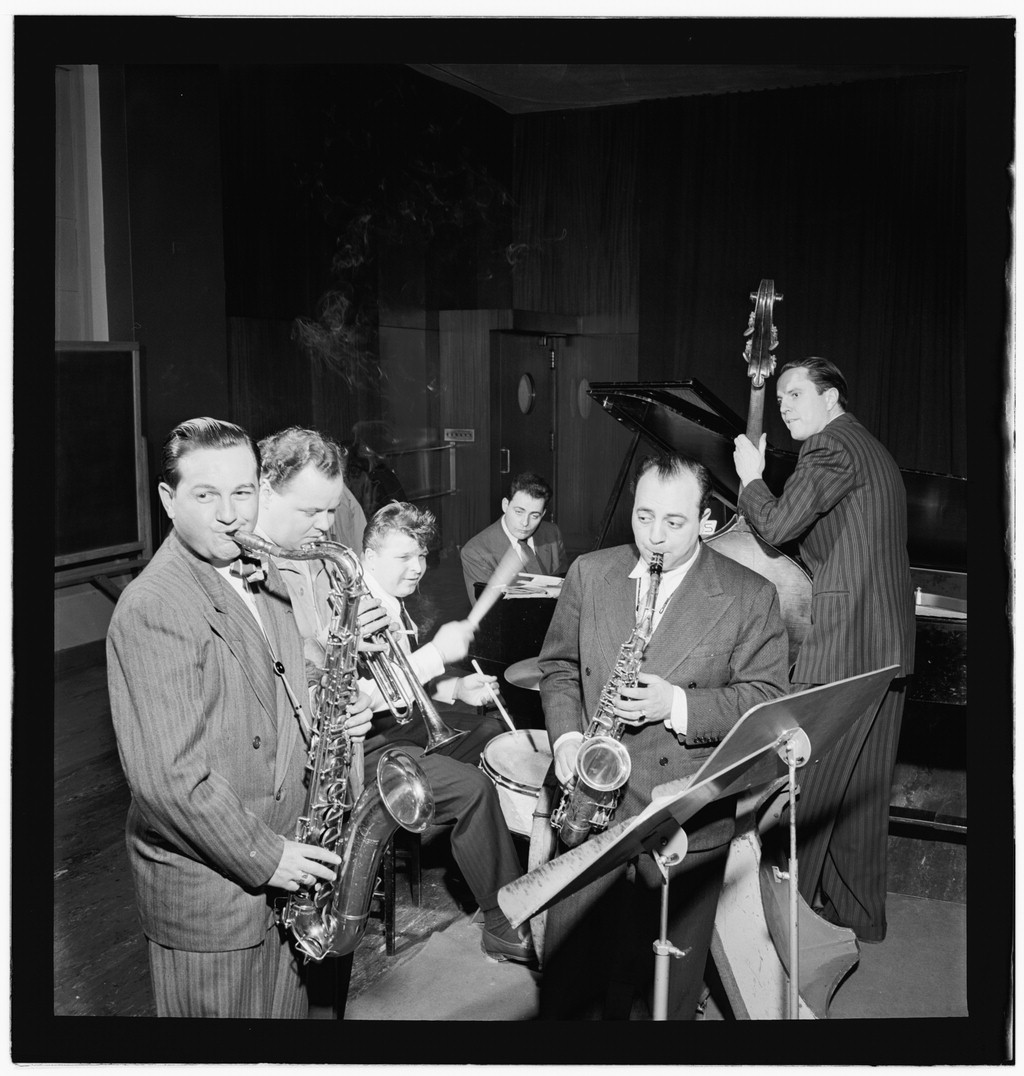
Toots Mondello (Zweiter von rechts) im Columbia-Studio mit Bob Haggart (hinten rechts) und Billy Butterfield (2. v. links), ca. März 1947.
Fotografie von William P. Gottlieb.

Toots Mondello  (* 14. August 1911 in Boston als Nuncio F. Mondello; † 15. November 1992 in New York City) war ein US-amerikanischer Jazz-Altsaxophonist des Swing.

## Leben
Toots Mondello begann seine Karriere mit 14 Jahren in der lokalen Band von Lew Conrad; 1927 spielte er in der Territory Band von Mal Hallett, bei dem er bis 1933 blieb. Daneben arbeitete er u. a. mit Roger Wolfe Kahn, Irving Aaronsons Commanders, Joe Haymes und Buddy Rogers. 1934/35 spielte er im Benny Goodman Orchestra; er verließ die Band im Juli 1935 kurz vor deren legendären Palomar-Auftritt. 1939/40 kehrte er nochmals zu Goodman zurück. Dazwischen spielte er erneut mit Haymes, ebenso mit Ray Noble und Phil Harris. Außerdem war er ein viel beschäftigter Studiomusiker; er wirkte an Aufnahmen u. a. von Chick Bullock, Bunny Berigan, Miff Mole, Claude Thornhill, Larry Clinton, Billie Holiday, Teddy Wilson, Bert Shefter, Louis Armstrong (1938–39), Lionel Hampton, Woody Herman (1944) und den Metronome All-Stars mit.
1937 und 1939 nahm er jeweils unter eigenem Namen auf, in zwei Sessions mit einer Big Band, eine in Nonett- und eine in Trio-Besetzung. Nach seinem Militärdienst im Zweiten Weltkrieg setzte Mondello seine Tätigkeit als Studiomusiker fort, u. a. für Aufnahmen von Pearl Bailey, Tony Bennett/Ralph Burns, Billy Butterfield, Charlie Parker, Toots Thielemans und Sarah Vaughan, und spielte in den Fernsehstudio-Bands von Kate Smith, Ed Sullivan und Milton Berle. Er blieb bis in die 1970er Jahre aktiv; 1967 entstand noch ein weiteres Album mit Benny Goodman.

## Diskographische Hinweise
- „Toots Mondello: Complete Orchestra & Best Sideman Recordings“ (Vintage Music Productions, 1936–1940)